# Słupienica
Słupienica (niem. Wiesen Bach) – strumień w północno-zachodniej Polsce, prawy dopływ Rudzianki. Płynie przez północną część Puszczy Bukowej w województwie zachodniopomorskim. 
Strumień powstaje z licznych małych źródełek i wysięków na północnym stoku głównego pasma Wzgórz Bukowych na wschód od Kołówka. Około 300 m przed ujściem do Rudzianki zalega na prawym brzegu głaz narzutowy Słupieniec. Bezpośrednio przed ujściem niewielkie zabagnione rozlewisko przy wschodnim krańcu Bramy Czwójdzińskiego.
Wzdłuż strumienia prowadzi znakowany zielony turystyczny Szlak im. Bolesława Czwójdzińskiego.